# كوتا موريمورا
كوتا موريمورا (باليابانية: 森村 昂太) (14 أغسطس 1988 في كودايرا في اليابان – )؛ هو لاعب كرة قدم ياباني سابق كان يلعب كلاعب وسط.

## وصلات خارجية
- كوتا موريمورا على موقع رابطة كرة القدم اليابانية للمحترفين (اليابانية)
- كوتا موريمورا على موقع قاعدة بيانات كرة القدم.إي يو (الإنجليزية)
- كوتا موريمورا على موقع Soccerway.com (الإنجليزية)
- كوتا موريمورا على موقع عالم كرة القدم.نت (الإنجليزية)